# Un matin comme les autres (film, 1957)
Pour le film américain, voir Un matin comme les autres (film, 1959).
Pour plus de détails, voir Fiche technique et Distribution.
Un matin comme les autres est un court métrage franco-allemand réalisé par Yannick Bellon, sorti en 1957.
Un matin comme les autres est un segment du film à sketches, en coproduction internationale, La Rose des vents (Die Windrose), film composé de cinq portraits de femmes à travers l'Europe des années 1950. Les autres segments ont été réalisés par Alberto Cavalcanti, Sergueï Guerassimov, Gillo Pontecorvo, Alex Viany (pt).

## Synopsis
Dans une petite ville industrielle de la région parisienne, dix ans après la fin de la guerre, Janine Alix, jeune institutrice stagiaire, prend la défense de pauvres gens, que l'on veut expulser sans les reloger. Elle fait signer une pétition, alerte les pouvoirs publics et gagne son combat. Mais le soir du 11 novembre, elle quitte discrètement ses élèves, car l'inspecteur d'académie l'a mutée dans une autre école. 

## Fiche technique
- Titre : Un matin comme les autres
- Autres titres : Die Windrose, La Maison du bonheur
- Réalisation : Yannick Bellon
- Scénario : Henry Magnan et Vladimir Pozner
- Photographie : Henri Alekan
- Production : Joris Ivens
- Sociétés de production : Procinex, DEFA (Deutsche Film AG)
- Pays d'origine :  France,  République démocratique allemande
- Langue : français
- Format : Noir et blanc - 35 mm - 1,37:1
- Genre : comédie dramatique
- Durée : 29 minutes
- Dates de sortie : 
  - République démocratique allemande, 8 mars 1957,
  - France, 1957
- Visa (France): 17987

## Distribution
- Simone Signoret : Janine Alix
- Yves Montand : Yves
- Loleh Bellon : Suzanne
- Héléna Manson : Mme Lourmel
- Jacques Clancy : le commissaire
- Roger Carel : le boucher
- Georges Chamarat
- René-Jean Chauffard

## Note
Film restauré par les Archives françaises du film (CNC)